# Bzince pod Javorinou
Bzince pod Javorinou (em húngaro: Botfalu) é um município da Eslováquia, situado no distrito de Nové Mesto nad Váhom, na região de Trenčín. Tem 33,53 km² de área e sua população em 2018 foi estimada em 2.080 habitantes.

## Demografia
| Ano:        | 1994 | 2004   | 2014   | 2024   |
| ----------- | ---- | ------ | ------ | ------ |
| Broj ljudi: | 1997 | 2043   | 2097   | 2024   |
| Razlika:    |      | +2,30% | +2,64% | -3,48% |

| Ano:               | 2023 | 2024   |
| ------------------ | ---- | ------ |
| Número de pessoas: | 2014 | 2024   |
| Diferença:         |      | +0,49% |